# Sibur Arena
La KSK Arena (in russo Концертно-спортивный комплекс КСК «АРЕНА»?, Koncertno-sportivnyj kompleks KSK «Arena»; lett. "Arena del complesso sportivo e concertistico"), già nota come Sibur Arena (in russo Сибур Арена?) per motivi di sponsorizzazione, è un impianto polivalente coperto situato a San Pietroburgo, nel distretto di Petrogradskij. L'impianto viene utilizzato per varie manifestazioni sportive e altri importanti spettacoli ed eventi.

## Descrizione
Costruito secondo i moderni standard in uso a quel tempo a livello mondiale, ha una capienza di 7.044 posti a sedere, con 12 box VIP in grado di ospitare ognuno dai 9 ai 15 spettatori. All'interno si trovano diversi uffici, un posto di ristoro e un centro stampa. La pavimentazione del campo di pallacanestro è stata realizzata con un parquet in acero canadese, ritenuto il migliore secondo gli standard dell'NBA.
All'interno della struttura trovano posto anche una sala da ballo di 200 m² con pavimentazione professionale dove si danno lezioni di vari tipi di danza, una piscina di 20 m², un'attrezzata palestra di 285 m² e un centro termale con sauna e hammam. Il parcheggio riservato conta su 300 posti auto.

## Storia
Inaugurato l'11 settembre 2013, dopo che i lavori erano iniziati nel giugno 2010, l'impianto ha ospitato i match casalinghi delle squadre di pallacanestro dello Spartak San Pietroburgo, dal 2013 al 2014, e dello Zenit San Pietroburgo dal 2014. Nell'impianto si sono disputate anche le partite casalinghe delle squadre di pallavolo di Spartak e Zenit, nonché quelle di pallamano dell'Università Lesgaft-Neva e dello Zenit.
Nel 2013 si sono svolti all'Arena i World Combat Games di arti marziali. Dal 2015 ospita il torneo tennistico St. Petersburg Open dell'ATP Tour e dal 2016 il torneo tennistico St. Petersburg Ladies Trophy del WTA Tour. Si sono anche tenuti incontri di pugilato. Oltre che essere dedicata allo sport, l'arena viene utilizzata per altri importanti eventi come concerti musicali, esibizioni, seminari, conferenze, spettacoli circensi, banchetti, festeggiamenti e celebrazioni di grandi aziende e di istituti universitari.